# Comore forrópont

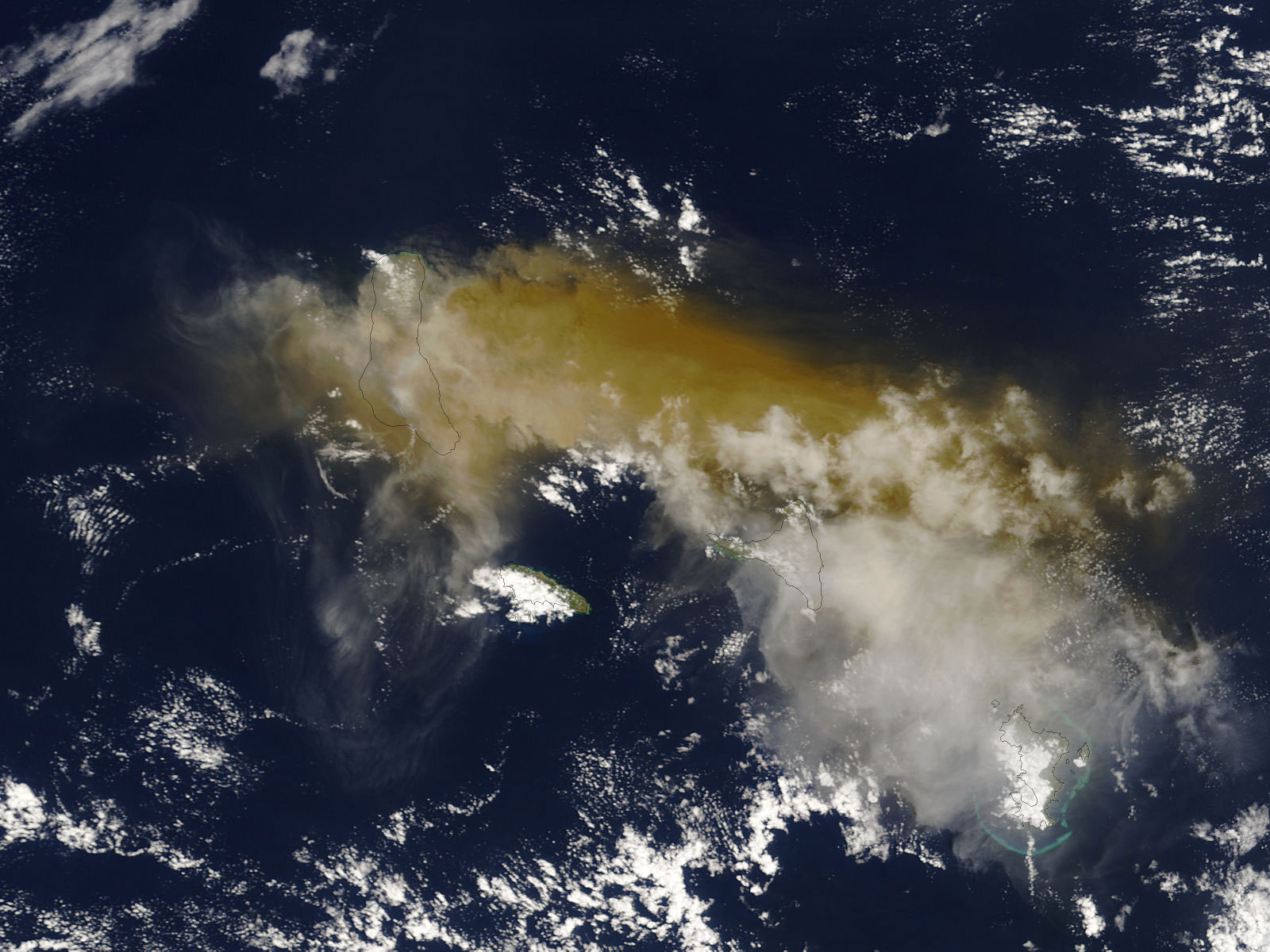
A Kartala vulkán 2005. november 25-i kitörésének műholdképe. A vulkán a kép bal oldalán található, a volkáni hamu felhője hosszan nyúlik el keleti irányban.

A Comore forrópont a Comore-szigetek közelében, a földköpeny felső régiójában található feláramlás, ami többek között a szigetek létrejöttéért is felelős. Kutatások szerint kapcsolatban lehet a Réunion forróponttal. A forrópont által létrehozott Kartala vulkán jelenleg is aktív, legutóbbi kitörése 2006. május 29-én volt.

## Elhelyezkedése

A Comore-szigetek elhelyezkedése

A térképen a Comore-szigetektől délnyugatra, a nyugat-szomáliai medence déli határán található. A feláramlás nagyjából 400 km-es mélységben terül szét, így hozva létre a tulajdonképpeni vulkáni mezőt, illetve a Comore-szigeteki pajzsvulkánokat.

## Történet
A Comore-szigetektől Madagaszkár északi részéig egy vulkáni lánc húzódik, amelyek kora fokozatosan nő. Ez arra utal, hogy azonos és forrópont-eredetűek. Az Észak-Madagaszkári máfikus kőzetek kora megközelítőleg 8 millió év, ez feltehetőleg a forrópont korával egyezik meg.